# Antoine Desrosières
Pour les articles homonymes, voir Desrosières.
Antoine Desrosières, né le 25 février 1971 est un réalisateur, scénariste, acteur et producteur de cinéma et de télévision français.

## Biographie
Antoine Desrosières arrête l'école à l'âge de 16 ans et réalise son premier court métrage en 16 mm. En 1988, il a pour projet de réaliser avec son ami Graham Guit un moyen métrage intitulé Le roman de Léo, mais leur scénario est refusé à deux reprises par Centre national de la cinématographie ; ne disposant pas des fonds nécessaires, il fait alors appel au monde du cinéma tant français qu'international pour pouvoir avoir son financement, il reçoit alors de l'argent de Jean-Luc Godard, Agnès Varda, Éric Rohmer, Steven Spielberg, Jack Lemmon et Karen Allen, ce qui lui permet de recevoir quarante mille francs soit la moitié du budget. En juillet 1988, le magazine du cinéma Première consacre une page entière à son projet.
Il a réalisé au cours de sa carrière des choix artistiques plutôt audacieux et radicaux. Après plusieurs courts-métrages, il réalise son premier long métrage À la belle étoile en 1993, puis en 2000 Banqueroute, d'inspiration « Nouvelle Vague », sélectionné au Festival de Rotterdam dans les Tiger Awards.
En 2006, il signe le scénario du téléfilm René Bousquet ou le Grand Arrangement avec Pierre Beuchot et son film Un bon bain chaud, obtient un prix du meilleur moyen-métrage au Festival de Ouidah, Benin. Le téléfilm coproduit par Arte obtient en 2008 le Globe de Cristal du meilleur téléfilm.
En 2013, il réalise son premier documentaire sur la photographe Vanda Spengler.
En 2015, il sort le moyen métrage Haramiste, qui lui vaut le prix du public au Festival de Pantin. le film sort en salles le 1er juillet 2015 et tient en salles un an. Il est aussi diffusé sur Arte.

Lors du Festival de Cannes en 2018, son long métrage À genoux les gars est sélectionné dans la section Un certain regard. Il sort en salles le 20 juin 2018. Simultanément, la publication en ligne de sa série Yas & Rim qui reprend les mêmes personnages sulfureux, avec des improvisations plus détaillées, est lancée. Cette série a remporté le prix de la meilleure série web SACD de l'année 2018.

## Filmographie

### Réalisateur
- 1985 : Scènes sur Seine (court-métrage)
- 1986 : Made in Belgique (court-métrage)
- 1989 : L'hydrolution (court-métrage)
- 1993 : À la belle étoile
- 1999 : Maurel et Mardy mendient (court-métrage)
- 2000 : Banqueroute
- 2012 : Un bon bain chaud (moyen-métrage)
- 2014 : Vanda Spengler aura ta peau (documentaire)
- 2014 : Haramiste comme Beyza (moyen-métrage)
- 2018 : À genoux les gars

### Scénariste
- 2006 : René Bousquet ou le Grand Arrangement (TV)
- 2009 : Section de recherches (TV)

### Producteur
- 1996 : Le Rocher d'Acapulco
- 2006 : Lisa et le pilote d'avion

### Acteur
- 1989 : Les Sièges de l'Alcazar
- 1995 : Les Cent et Une Nuits de Simon Cinéma